# Prince Ali
Prince Adams Ali (Bronx, 11 agosto 1996) è un cestista statunitense con cittadinanza ghanese.